# 雪國八月
《雪國八月》是張信哲的第30張個人專輯，第四張粵語大碟，同樣是2007年其唯一的全新個人專輯。本張專輯是張信哲針對發燒唱片市場而製作，也是他為回饋香港樂迷支持、相隔九年再次回歸香港樂壇。專輯中的第一主打歌是《寧靜雪》，第二主打歌則是《算》。

## 曲目
| 曲序 | 曲名           | 作曲                 | 作詞   | 編曲     | 注釋                           |
| 01   | 寧靜雪         | 鍾家俊（藝琛）       | 林若寧 | 鍾家俊   | 第一主打                       |
| 02   | 算             | 嚴勵行（Johnny Yim） | 林夕   | 嚴勵行   | 第二主打                       |
| 03   | 微風掠過       | 梁可耀（Bert）       | 周耀輝 | 褚鎮東   |                                |
| 04   | 轉機           | 馮翰銘               | 周耀輝 | Ted Lo   | 第三主打                       |
| 05   | 雨霖鈴         | 楊鄭承（양정승）           | 林夕   | Jim Ling | 韓語原曲為志西廉（지서련）《愛的愛》 |
| 06   | 不如歸去       | 唐達                 | 周耀輝 | Jim Ling |                                |
| 07   | 是我非我       | 嚴勵行               | 林夕   | 嚴勵行   |                                |
| 08   | 亂世佳人       | Patrik Lorentzson    | 蔡冕麗 | 舒文     |                                |
| 09   | 一個美麗的傳說 | 陳偉炫               | 郭薾多 | 舒文     |                                |
| 10   | 清風世界       | Edwin Sim            | 游思行 | Joey Lo  |                                |

## 唱片版本
- CD+DVD版